# District de Terekti
Le district de Terekti (en kazakh : Теректі ауданы) est un district de l'oblys du Kazakhstan-Occidental au Kazakhstan.

## Géographie
Le centre administratif du district est Fyodorovka.

## Démographie
En 2013, le district a une population estimée à 38 284 habitants.